# Sega Rally Revo
Sega Rally Revo (conocido en Europa como  Sega Rally) es un videojuego de carreras, la cuarta entrega de la serie  Sega Rally. El juego fue lanzado para PlayStation 3, PlayStation Portable, Xbox 360 y Microsoft Windows en 2007. El título del juego es "Revo "ya que Sega pretende que sea una revolución en los juegos de carreras de rally. El juego fue desarrollado simultáneamente con Sega Rally 3.

## Jugabilidad

### Coches y pistas
Hay 34 vehículos en total, que se dividen en 3 grupos: clase Premier (coches 4WD), clase modificada (coches 2WD y Super 2000) y clase magistral (en su mayoría coches de rally clásicos ). También hay varios coches de bonificación, como los tipos Rally Dakar, escaladores, buggies, etc., en cada clase, que se pueden desbloquear con un punto uno a medida que avanzas en el modo Campeonato, además de un coche de bonificación general por conseguir 100% en modo campeonato. Los coches (sin bonificación) tienen cada uno 3  libreas diferentes y todos tienen 2 configuraciones. La configuración es Fuera de la carretera, con mejor agarre en superficies sueltas, o  asfalto, con mayor velocidad máxima y más agarre en superficies duras. Todos los diferentes entornos cuentan con tres pistas (de las cuales algunas también se pueden correr en dirección inversa, en un momento diferente del día) excepto por el entorno adicional  Lakeside  que solo tiene una pista de carreras, y nuevamente se desbloquean cuando tú progresa en el modo Campeonato.

## Fecha de lanzamiento
Sega Rally Revo  se lanzó en 2007, el 28 de septiembre en Europa y el 27 de septiembre en Australia. Se lanzó una demostración en Xbox Live el 18 de septiembre y en PlayStation Network el 20 de septiembre. La demostración para PC se lanzó el 28 de septiembre. EE. UU. La fecha de lanzamiento para PC estaba programada originalmente para el 30 de octubre, pero se retrasó hasta el 19 de noviembre. El juego ya está disponible en todas las regiones.

## marketing de América del Norte
Parte de la actividad promocional en América del Norte incluye una serie de tres cortometrajes de comedia que giran en torno a las payasadas de dos chicas del valle como una asociación de carreras. Titulado "Tonya & Donya", las películas presentan el doble acto de Natasha Leggero como conductora y colaboradora habitual de comedia Melinda Hill, como copiloto .
Cada una de las películas termina con el eslogan "Conduce como un hombre".

## Desarrollo
El juego se desarrolló en SEGA Racing Studio en Solihull, Inglaterra. Hay más de 30 coches de rally diferentes para elegir, y seis entornos diferentes, con 16 pistas en total. El juego fue desarrollado con el motor GeoDeformation, que hace que el terreno sea dinámicamente deformable, con efectos en el desempeño de los autos. El modo multijugador permite que dos jugadores compitan con pantalla dividida, mientras que el modo multijugador en línea se puede configurar para hasta seis corredores.